# Samuel Gompers
Samuel Gompers (Londres, 27 de enero de 1850-San Antonio, Texas; 13 de diciembre de 1924) fue un dirigente obrero estadounidense.

## Biografía
Nacido el 27 de enero de 1850, residió en Estados Unidos desde 1863. En 1881 creó una asociación de sindicatos que en 1886 adoptaría el nombre de American Federation of Labor (AFL) de la cual fue presidente desde 1886 hasta su muerte. Falleció en diciembre de 1924.